# Євро
Євро (символ €, код — EUR) — офіційна валюта 20 з 27 країн Європейського Союзу, відомих як єврозона. Використовується також в 6 інших європейських державах, загалом є рідною для понад 345 мільйонів європейців. Євро був запроваджений у 1999 році на заміну ЕКЮ, в готівковому обігу перебуває з 2002 року. Символ валюти: €, літерний код: EUR. Поділяється на 100 євроцентів. В обігу перебувають монети номіналом 1, 2, 5, 10, 20, 50 євроцентів та 1, 2 євро і банкноти в 5, 10, 20, 50, 100, 200 та 500 євро. Центральний банк — Європейський центральний банк.
Валюта також офіційно використовується інституціями Європейського Союзу, чотирма європейськими мікродержавами, які не є членами ЄС, британськими заморськими територіями Акротірі та Декелія, а також в односторонньому порядку Чорногорією та Косово. За межами Європи ряд спеціальних територій держав-членів ЄС також використовують євро як свою валюту. Крім того, понад 200 мільйонів людей у всьому світі використовують валюти, прив’язані до євро.
Євро не є єдиною валютою Європейського Союзу, оскільки не всі країни ЄС перейшли на нього. Усі країни-члени ЄС мають право ввійти в єврозону, якщо будуть відповідати певним визначеним вимогам згідно з економічними критеріями, а для всіх нових членів ЄС перехід на євро (раніше чи пізніше) є умовою вступу до союзу. Незважаючи на те, євро є єдиною офіційною валютою усіх інституцій Європейського Союзу.
Сьогодні Євро є однією з основних резервних валют у світі, він займає друге місце за часткою валютних резервів, обсягами торгівлі на міжнародному валютному ринку і готівкового обігу. Станом на грудень 2019 року, сумарна вартість банкнот і монет євро в обігу складає 1,3 трильйона євро, що є однією з найвищих показників в світі.
Назва євро була офіційно прийнята 16 грудня 1995 року в Мадриді. Євро було введено на світових фінансових ринках як валюта обліку 1 січня 1999 року, замінивши колишню європейську валютну одиницю (ЕКЮ) у співвідношенні 1:1 (1,1743 долара США). Фізичні монети та банкноти євро увійшли в обіг 1 січня 2002 року, зробивши його повсякденною операційною валютою своїх початкових членів, і до березня 2002 року він повністю замінив колишні валюти.
З грудня 1999 року по грудень 2002 року євро торгувався нижче долара США, але відтоді торгувався майже на паритеті з доларом США або вище, досягнувши максимуму в 1,60 долара США 18 липня 2008 року, і відтоді повернувся майже до початкового курсу емісії. 12 липня 2022 року дві валюти досягли паритету вперше за майже два десятиліття, частково через російсько-українську війну в 2022 році.

## Назва
Назву «Євро» запропонував бельгійський есперантист Жермен Пірло. У розмовній мові для іменування євро часто використовуються вислови «єдина європейська валюта» або «євровалюта».

### Євро різними мовами
Офіційні назви валюти: євро для основної одиниці та цент для другорядної (одна сота) одиниці та для офіційного використання в більшості мов єврозони; згідно з ЄЦБ, усі мови мають використовувати однакове написання для називного відмінка однини. Це може суперечити звичайним правилам словотворення в деяких мовах, наприклад тих, у яких відсутній дифтонг eu.
Болгарія домовилася про виняток; євро в болгарській кирилиці пишеться евро ([ˈɛvrɔ]), а не еуро ([ˈɛurɔ]) в усіх офіційних документах. У грецькому письмі вживається термін ευρώ (evró); грецькі "центові" монети номіновані в λεπτό/ά (leptó/á). Офіційна практика англійськомовного законодавства ЄС передбачає використання слів євро та цент як в однині, так і в множині, хоча Генеральне управління Європейської комісії з питань перекладу заявляє, що в англійській мові слід використовувати форми множини euros та cents Слово «євро» вимовляється по-різному відповідно до правил вимови в окремих мовах; німецькою [ˈɔɪ̯ʁo], англійською [ˈjuəɹəu], французькою [øˈʁo] тощо.
Підсумовуючи:
- Більшістю мов ЄС: euro
- нім. Euro
- болг. евро
- грец. ευρώ
- ірл. Eoró[18].
- угор. euró
- латис. eiro
- лит. euras
- мальт. ewro
- словен. evro

Відомості про місцеву фонетику, цент, використання множини та форматування суми (€6,00 або 6,00 €) див. у розділі Мовознавчі питання щодо євро.

## Характеристики

### Адміністрування

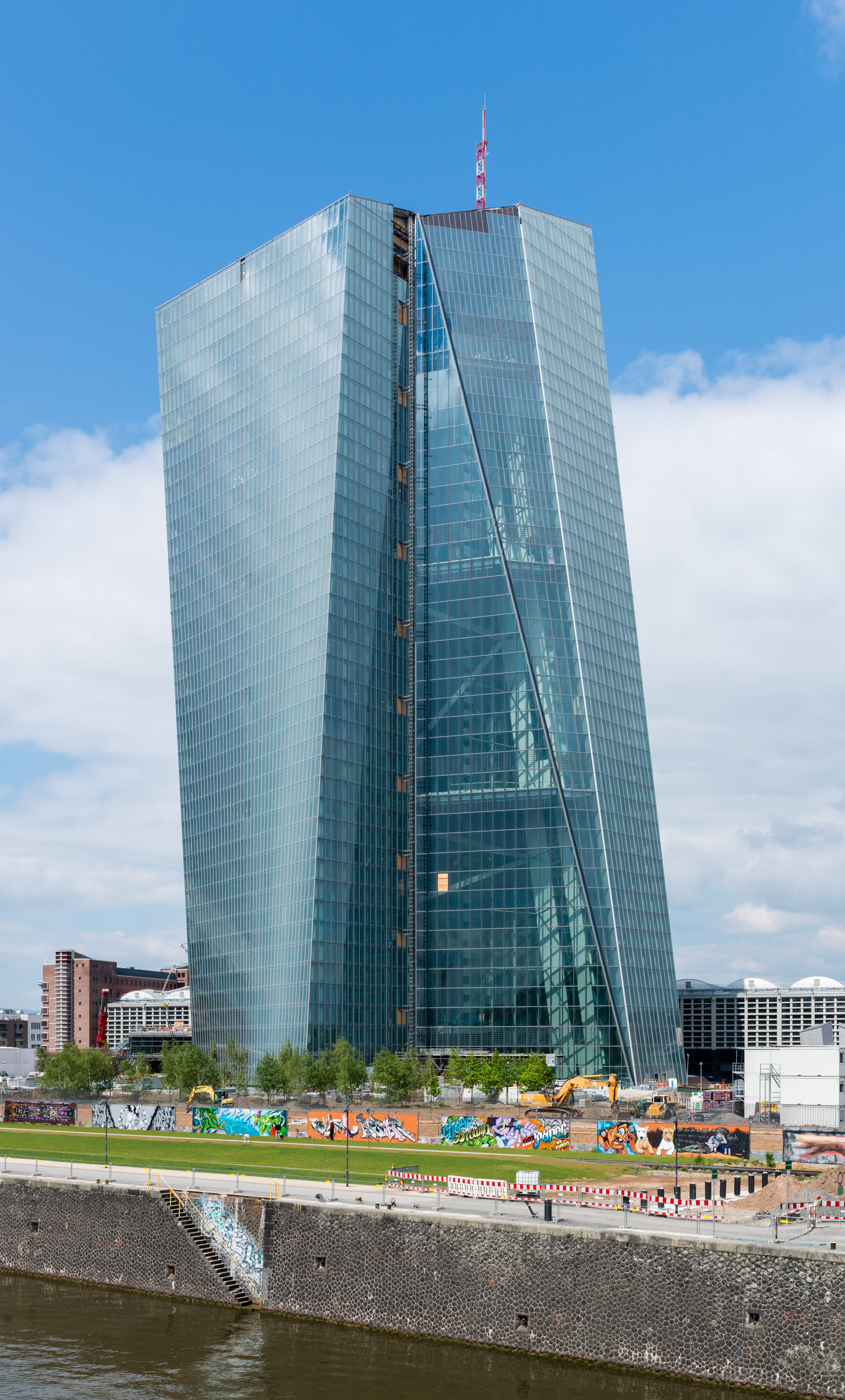
Штаб-квартира Європейського центрального банку у Франкфурті

Євро управляється та адмініструється Європейським центральним банком (ЄЦБ, Франкфурт-на-Майні) та Євросистемою (що складається з центральних банків країн єврозони). Як незалежний центральний банк, ЄЦБ має виключне право встановлювати монетарну політику. Євросистема бере участь у друку, карбуванні та розповсюдженні банкнот і монет у всіх державах-членах, а також у роботі платіжних систем єврозони.
Маастрихтський договір 1992 року зобов’язує більшість держав-членів ЄС прийняти євро після виконання певних монетарних і бюджетних критеріїв конвергенції, хоча не всі країни-учасниці зробили це. Данія домовилася про винятки, тоді як Швеція (яка вступила до ЄС у 1995 році після підписання Маастрихтського договору) відмовилася від євро на необов’язковому референдумі в 2003 році та обійшла зобов’язання прийняти євро, не виконавши монетарні та бюджетні потреби. Усі країни, які приєдналися до ЄС з 1993 року, зобов’язалися прийняти євро з часом. Пізніше до Маастрихтського договору було внесено поправки Ніццьким договором, який закрив прогалини та лазівки в Маастрихтському та Римському договорах.

### Держави-члени єврозони
Учасниками є 20 членів:
- Австрія
- Бельгія
- Хорватія
- Кіпр[note 1]
- Естонія
- Фінляндія
- Франція[note 2]
- Німеччина
- Греція
- Ірландія
- Італія
- Латвія
- Литва
- Люксембург
- Мальта
- Нідерланди[note 3]
- Португалія
- Словаччина
- Словенія
- Іспанія

### Інші користувачі
Мікродержави з монетарною угодою:
- Андорра[20]
- Монако[21]
- Сан-Марино[22]
- Ватикан[23]

Спеціальні території держав-членів ЄС
- Французькі Південні та Антарктичні Території
- Сен-Бартельмі
- Сен-П'єр і Мікелон[24]

Одностороннє ухвалення
- Косово[25]
- Чорногорія

### Прив'язані валюти
Валюта ряду держав прив'язана до євро:
- Боснія і Герцеговина (Конвертовна марка, ISO 4217 код)
- Болгарія (Болгарський лев)
- Кабо-Верде (Ескудо Кабо-Верде)
- Камерун (Центральноафриканський франк)
- Центральноафриканська Республіка (Центральноафриканський франк)
- Чад (Центральноафриканський франк)
- Екваторіальна Гвінея (Центральноафриканський франк)
- Габон (Центральноафриканський франк)
- Республіка Конго (Центральноафриканський франк)
- Французька Полінезія (Французький тихоокеанський франк)
- Нова Каледонія (Французький тихоокеанський франк)
- Волліс і Футуна (Французький тихоокеанський франк)
- Коморські Острови (Коморський франк)
- Данія (Данська крона)
- Фарери (Фарерська крона)
- Північна Македонія (Македонський денар)[26]
- Мальтійський орден (Мальтійський скудо)[27]
- Сан-Томе і Принсіпі (Добра Сан-Томе і Принсіпі)
- Бенін (Західноафриканський франк)
- Буркіна-Фасо (Західноафриканський франк)
- Кот-д'Івуар (Західноафриканський франк)
- Ґвінея-Бісау (Західноафриканський франк)
- Малі (Західноафриканський франк)
- Ніґер (Західноафриканський франк)
- Сенеґал (Західноафриканський франк)
- Тоґо (Західноафриканський франк)

## Символ

Офіційна специфікація символу євро, котрий повинен друкуватися жовтим кольором на блакитному фоні (відповідно до PMS Yellow та Reflex Blue).

Спеціальний графічний знак євро (€) було спроєктовано після того, як шляхом опитування громадськості були обрані два варіанти з десяти пропозицій, і після того Європейська комісія вибрала один з них як кінцевий варіант. Автором дизайну, що переміг, як стверджується, була команда з чотирьох експертів, імена котрих офіційно не були названі. Офіційна версія створення дизайну євро оскаржується Артуром Ейзенменґером, в минулому провідним графічним дизайнером Європейської економічної спільноти, котрий заявляє, що створив цей знак як загальний символ Європи.
Знак являє собою, згідно з поясненням Єврокомісії: «комбінацію грецького епсилона, як символу ваги європейської цивілізації, букви E, що значить „Європа“, і паралельних ліній, котрі перетинають знак і свідчать про стабільність євро».
Європейська комісія також розробила логотип євро з вказанням точних пропорцій і кольорів переднього плану та фону. Хоча деякі дизайнери шрифтів просто в точності скопіювали логотип євро як знак євро в цих шрифтах, більшість розробили свої варіанти, котрі часто базуються на букві С у відповідних шрифтах, щоб знак валюти мав таку ж ширину, як і арабські цифри.
Розміщення графічного знака відносно цифр, котрі означають номінал валюти, відрізняється в кожній країні. Хоча офіційно рекомендується розміщувати знак перед цифрами (що суперечить загальній рекомендації ISO розміщати позначення валюти після суми), люди в багатьох країнах пишуть знак євро так само, як це було прийнято для їх національних валют, замінених на євро.

## Історія

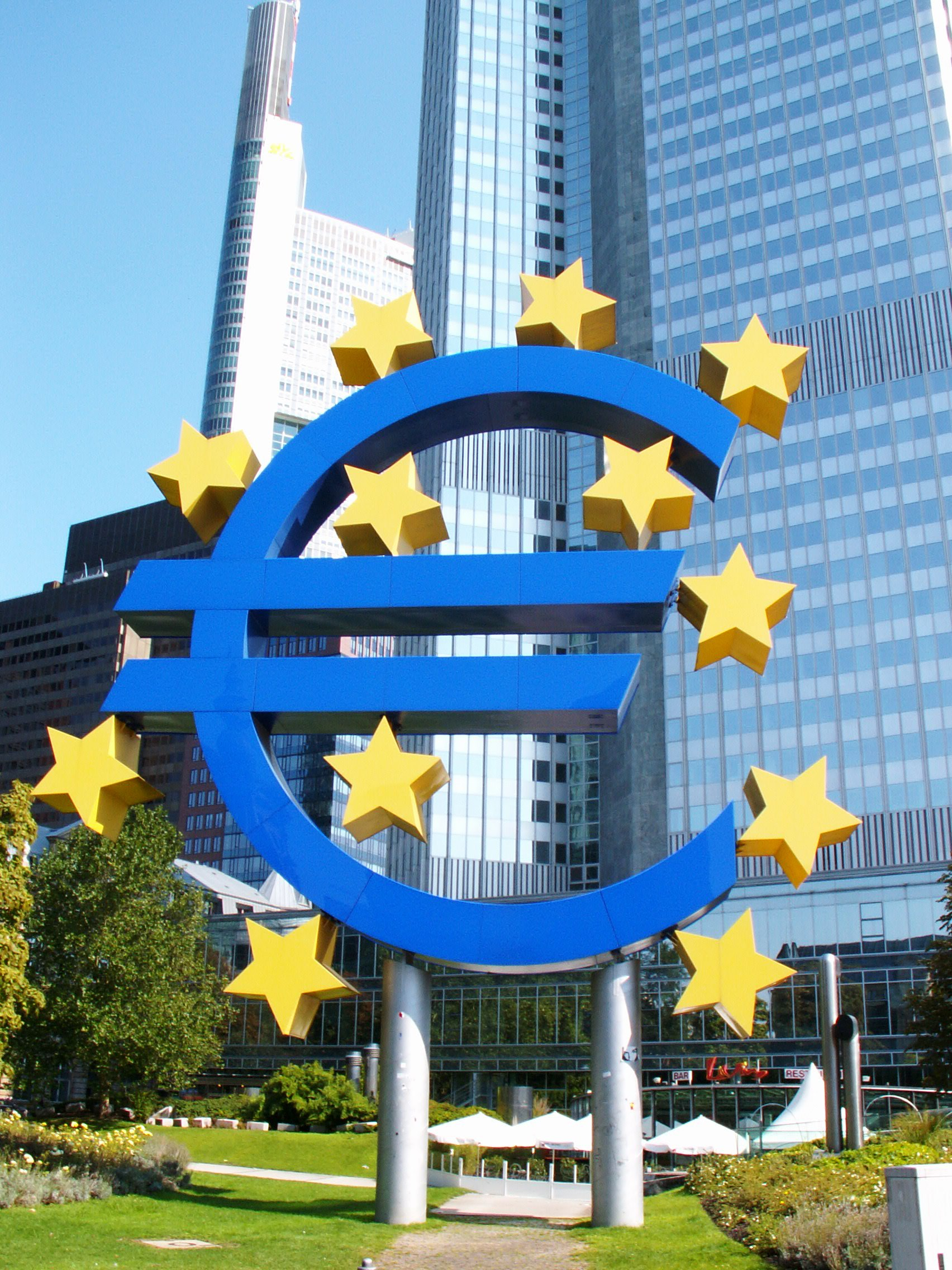
Пам'ятний знак «Євро» у Франкфурті (2009)

Угода про створення Європейської економічної спільноти (ЄЕС) була підписана в 1957 році Бельгією, Італією, Люксембургом, Нідерландами, Францією і ФРН.
У 1962 році в меморандумі Європейської спільноти вперше було сказано про необхідність єдиної фінансової політики Європи. Висувається ідея «валютної змії», тобто фіксації обмінних курсів валют країн ЄС в певному діапазоні. Здійсненню цього плану перешкодила енергетична криза 1973 року, викликана різким зростанням цін на нафту.
У 1979 році ідея «валютної змії» була реалізована створенням Європейської валютної системи та Європейського механізму регулювання валютних курсів (ERM). Центробанки ЄС уклали угоду про обмеження коливань валютних курсів. Введений прообраз євро — єдина розрахункова валюта ЕКЮ (ECU).
Надалі ці ідеї отримали розвиток в Єдиному європейському акті (Single European Act) 1986 року і Маастрихтському договорі (Treaty on European Union) 1992 року, що формально заклали основи Економічного і валютного союзу (Economic and Monetary Union, EMU) і єдиної європейської валюти. Найважливіші з положень Маастрихтському договору стосувалися економічної і фінансової політики, кінцевою метою якої було введення в країнах ЄС єдиної валюти. Угода передбачала графік введення єдиної валюти і загальні правила в області державного бюджету, інфляції і процентних ставок для всіх членів майбутнього валютного союзу.
Для того, щоб євро була введена в обіг, всі країни-члени валютного союзу повинні відповідати жорстким критеріям стабільності, закріпленим в Маастрихтських угодах:
- рівень інфляції в країні, що прагне приєднатися до валютного і економічного союзу, може перевищувати показники трьох найстабільніших держав ЄС не більше ніж на 1,5 %;
- державна заборгованість може становити не більше 60 % від валового внутрішнього продукту (ВВП);
- дефіцит держбюджету не може перевищувати 3 % від ВВП;
- відсоткові ставки за банківськими кредитами можуть бути всього на 2 % вище за показники трьох найстабільніших країн;
- кандидати на вступ до союзу не мають права протягом двох років за власною ініціативою проводити девальвацію національних грошових одиниць.

У 1994 році у Франкфурті-на-Майні був заснований Європейський валютний інститут, в завдання якого входило керівництво проєктом створення єдиної валюти та спостереження за економічними процесами в країнах-членах ЄС. Економістами, котрі допомогли створити або зробили вагомий внесок в євро, були Роберт Манделл, Вім Даусенберг, Роберт Толлісон, Нейл Давлінґ і Томмазо Падоа-Скіоппа.
Офіційний сценарій переходу до єдиної валюти був прийнятий на саміті в Мадриді 15—16 грудня 1995 року, також було установлено назву нової валюти «євро».
У 1997—1998 роках був проведений конкурс у декілька турів на найкращий дизайн банкнот євро, переможцем якого став Роберт Каліна, головний дизайнер Центрального банку Австрії. У лютому 1998 року дизайн і специфікації банкнот були схвалені Радою Європейського валютного союзу. У серпні 1998 року були проведені основні випробування по друку всіх номіналів банкнот для остаточного вирішення проблем випуску.
У дизайні банкнот використані зображення видатних пам'ятників Європи. Вікна і двері, зображені на лицьовій стороні, символізують дух відкритості та співпраці всередині Європейського Співтовариства. На зворотному боці кожної з банкнот зображений міст як метафора спілкування людей у ЄС і за його межами. Всі банкноти мають особливий захист від підробок.
Тендер на постачання металу для карбування монет євро виграв Китай, Лоянський мідний завод в центральній провінції Хенань.
За критеріями приєднання до нової валюти 2 травня 1998 року для участі в «зоні євро» Радою ЄС були допущені Австрія, Бельгія, Німеччина, Ірландія, Іспанія, Італія, Люксембург, Нідерланди, Португалія, Фінляндія та Франція. Дві країни — Велика Британія та Швеція — також підходили під більшість вказаних критеріїв, але відмовилися увійти до «зони євро» як перші її учасники. У Данії виникли конституційні проблеми, а у Греції фінансові показники не відповідали необхідним вимогам.
1 червня 1998 року був заснований Європейський центральний банк (ЄЦБ). Його штаб-квартира розташовується у Франкфурті, Німеччина. Завданнями банку є підтримка цінової стабільності та проведення єдиної монетарної політики на всій території єврозони.
Введення євро відбувалося поступово: спочатку в безготівковий обіг, потім були випущені наявні купюри.
1 січня 1999 року в 00:00 годин за європейським часом країни європейського Економічного та валютного союзу (ЄВС) ввели єдину валюту євро (EUR) і почали використовувати її для безготівкових розрахунків. З цієї миті жорстко зафіксувалися курси національних валют країн учасниць щодо євро, а євро стала самостійною повноправною грошовою одиницею. На цьому етапі паралельно та рівноправно функціонували і євро, і національні валюти. Торги по євро почалися 4 січня 1999 року.
1 січня 2001 року Греція приєдналася до зони євро та стала 12-ю країною, що затвердила на своїй території єдину європейську валюту.
Словенія стала відповідати критеріям у 2006 році й увійшла до єврозони 1 січня 2007 року. Кіпр і Мальта пройшли процедуру узгодження у 2007 році та вступили у єврозону 1 січня 2008 року. Словаччина увійшла до зони євро 1 січня 2009 року, Естонія — 1 січня 2011 року, Латвія — 1 січня 2014 року, Литва — 1 січня 2015 року. Останньою нині[коли?] до зони євро вступила Хорватія  — 1 січня 2023 року.
Крім того, євро також введені в обіг:
- у карликових державах Європи, що формально не входять до складу Євросоюзу (Ватикан, Сан-Марино, Андорра та Монако);
- у заморських департаментах Франції (Гваделупа, Мартиніка, Французька Гвіана, Реюньйон);
- на островах, що входять до складу Португалії (Мадейра та Азорські острови);
- у частково визнаному Косово, контрольованому міжнародними миротворчими силами;
- у Чорногорії (раніше — німецька марка).

У зв'язку з відмінностями у національних методах округлення та відображення значень, усі перетворення між національними валютами мали бути виконані за допомогою тріангуляції через євро. Обмінні курси були визначені Радою Європейського Союзу, базуючись на рекомендаціях Європейської Комісії взявши за основу ринкові показники 31 грудня 1998 р., так, аби одне ЕКЮ (European Currency Unit) було рівне одному євро. (ЕКЮ було рахунковою одиницею, що використовувалась у ЄС, базованою на валютах держав-членів; воно можливо було грошовою одиницею, але не було валютою з її правами.) Рішенням Ради 2866/98 (EC) 31 грудня 1998 року були встановлені ці обмінні курси. Вони не могли бути встановленими раніше, оскільки ЕКЮ залежало від кінцевого обмінного курсу не-євровалют (переважно від Фунта стерлінгів) на цей день.
Процедура, що використовувалася для встановлення обмінного курсу між грецькою драхмою та євро, була іншою, оскільки євро вже існувало два роки. Обмінні курси для первинних одинадцяти валют були визначені лише за лічені години до представлення євро. Обмінний курс грецької драхми був зафіксованим кількома місяцями раніше перед введенням, згідно з Постановою Ради 1478/2000 (EC) від 19 червня 2000 року.
Валюта була представлена в нефізичній формі (туристичні чеки, електронні перекази, банкінг та ін.) вночі на 1 січня 1999, коли валюти різних країн учасниць єврозони перестали існувати незалежно, вони були чітко зафіксовані у відношенні між собою незмінними обмінними курсами, що робило їх лише фізичним відображенням євро. Таким чином нова валюта стала правонаступником ЕКЮ. Банкноти та монети старих валют усе ж продовжували свій законний обіг, доки нові євробанкноти та євромонети не були представлені 1 січня 2002 року.
Обмінний період, протягом якого монети та банкноти колишніх валют були обміняні на євро, тривав близько двох місяців, до 28 лютого 2002 року. Офіційна дата, коли національні валюти перестали бути легальними грошовими одиницями для розрахунку в своїх країнах, була різною для кожної держави. Першою на євро повністю перейшла Німеччина; марка була офіційним платіжним засобом до 31 грудня 2001 року. Кінцевою датою було 28 лютого 2002 року, коли всі національні валюти перестали бути платіжними засобами на території своїх країн. Однак, навіть після офіційної дати повного переходу на євро, національні валюти продовжують приймати центральні банки протягом кількох років, а деякі країни такі як Австрія, Німеччина, Ірландія та Іспанія встановили можливість обміну без часових обмежень. Наприклад, обмін португальських монет був припинений 31 грудня 2002 року, а обмін паперових ескудо тривав до 28 лютого 2022 р.

## Економічні показники
Через п'ять років після введення в обіг єдина європейська валюта, на тлі зростання обмінного курсу, за показниками готівкового обігу у світі випередила американський долар. Загальний номінал купюр євро станом на 2006 рік становив 610 мільярдів, що за актуальним курсом (28 грудня) дорівнював 800 мільярдам доларів США (The Financial Times). Згідно з жовтневими (2006 р.) даними Європейського центрального банку (ЄЦБ) і Федеральної резервної системи США, щодо долара цей показник становив 759 мільярдів. Статистика Financial Times враховує резерви приватних кредитно-грошових інститутів, безготівкових запасів національних банків.
Станом на 2016 рік, за даними Банку міжнародних розрахунків, євро займає друге місце у світі за показниками готівкового обігу. Загальна вартість банкнот і монет євро, у перерахунок на долари США, становила 1,217 трлн, для долара США ця цифра становила 1,509 трлн.

## Ефект від появи єдиної валюти
Використання єдиної валюти в багатьох країнах має як переваги так і недоліки для країн-членів. У наш час існують різні думки стосовно ефекту, викликаного введенням євро, оскільки для розуміння і оцінки багатьох з цих ефектів будуть потрібні роки. Висловлюється багато думок та презентуються найрізноманітніші теорії.
Однією з найбільш значущих переваг введення євро — є зменшення ризиків, пов'язаних з курсами обміну валют, що дозволяє полегшити інвестування між країнами. Ризик зміни курсу валют по відношенню одна до одної завжди робив інвестиції за межами своєї валютної зони, та навіть імпорт/експорт, досить ризикованими як для компаній, так і для фізичних осіб. Ймовірний прибуток може бути моментально прирівняний нулю завдяки коливанню валютного курсу. У результаті багато інвесторів та імпортери/експортери повинні були або змиритися з цим ризиком, або використовувати хеджування своїх інвестицій, що приводить до подальшого зростання цін на фінансових ринках. Інвестиції за межами національної валютної зони тому і перетворюються на менш привабливі. Створення Єврозони відчутно збільшує поле діяльності для інвесторів, вони стали незалежнішими від ризиків, пов'язаних з обмінним курсом. Оскільки європейська економіка сильно залежить від внутрішньоєвропейських експортних операцій, переваги цього ефекту важко переоцінити. Зокрема, він дуже важливий для країн, національні валюти котрих традиційно були піддані коливанню курсу (наприклад, середземноморські держави).
Ще однією перевагою є уніфікація платежів і переказів всередині єврозони. 1999 року ЄЦБ створив TARGET, клірингову систему для великих платіжних транзакцій у євро. Всі грошові перекази між країнами єврозони коштують стільки ж, скільки і перекази в межах однієї країни. Це правило діє і для роздрібних платежів, хоча при цьому можуть використовуватися різні методи платежу. Розрахунки за допомогою пластикових карток і зняття готівки в банкоматах також коштують стільки ж, скільки і в країні-емітенту картки. Розрахунки з допомогою паперових платіжних доручень, таких, як чеки, не стандартизовані ЄЦБ, і обробляються кожною країною самостійно. 2007 року була введена нова версія системи — ТАРГЕТ2.
У першій половині 2010-х років, набула поширення думка що ввдення євро було не однаково корисним для усіх членів єврозони. Найчастіше висловлюється позиція що євро є вигіднішим для північноєвропейських країн, як-от Німеччині, яка до цього користувалася «твердою» за валютним курсом маркою, і менш вигідне чи навіть шкідливе середземноморським країнам, для прикладу Італії або Греції які до євро використовували «м'які» ліру та драхму що надавало їм перевагу в експорті товарів. Відмінності в економічних моделях членів єврозони називають однією з причин Європейської боргової кризи, що розпочалася у 2009 році і сильніше відбилася саме на південноєвропейських країнах. Деякі вважають що не варто однозначно ділити країни на переможців та переможених від єдиної європейської валюти оскільки наприклад для тієї ж Німеччини «надто м'яке» євро теж несе негативні наслідки у вигляді зменшення заощаджень населення, пенсій і підриву стабільності банківської системи. У відповідь на ці виклики в ЄС був створений Європейський стабілізаційний механізм — фонд розміром 500 млрд євро для стримування коливань на ринку облігацій. Лунають також заклики до тіснішої економічної інтеграції у вигляді спільного бюджету єврозони, системи страхування депозитів і механізму, який дозволить підтримувати слабкі банки.

## Монети
Один євро поділяється на 100 центів (часто їх називають євроцентами). Всі монети євро, враховуючи пам'ятні монети вартістю у 2 євро, мають однакову лицьову сторону, на котрій написано номінал монети на фоні Європи (до 2007 року були зображені країни — члени ЄС), та різну «національну» сторону із зображенням, котре визначає та країна, яка випускає монети. Окрім країн єврозони, право на випуск обмеженої кількості національних монет євро мають також чотири карликові держави Європи з якими укладена спеціальна монетарна угода — Андорра, Ватикан, Монако і Сан-Марино. Всі монети є придатними платіжними засобами на території всіх країн єврозони.
Випускаються монети номіналом 1, 2, 5, 10, 20 і 50 євроцентів та 1 і 2 євро. Багато крамниць в єврозоні полюбляють вирівнювати ціни таким чином, щоб вони були кратні п'яти євроцентам і монети номіналом в 1 та 2 євроценти були не потрібні, але багато що залежить від національних традицій кожної країни.
| Номінал | Зображення аверсу | Основний колір | Основний колір | Діаметр в мм | Товщина мм | Маса в грамах | Матеріал                                                       | Гурт                                                    |
| ------- | ----------------- | -------------- | -------------- | ------------ | ---------- | ------------- | -------------------------------------------------------------- | ------------------------------------------------------- |
| 1c      |                   |                | Бронзовий      | 16,25        | 1,67       | 2,30          | Сталь з мідним покриттям                                       | Гладкий                                                 |
| 2c      |                   |                | Бронзовий      | 18,75        | 1,67       | 3,06          | Сталь з мідним покриттям                                       | Гладкий з канавкою по всій окружності                   |
| 5c      |                   |                | Бронзовий      | 21,25        | 1,67       | 3,92          | Сталь з мідним покриттям                                       | Гладкий                                                 |
| 10c     |                   |                | Золотий        | 19,75        | 1,93       | 4,10          | ''Північне золото''                                            | Рифлений                                                |
| 20c     |                   |                | Золотий        | 22,25        | 2,14       | 5,74          | ''Північне золото''                                            | Гладкий із сімома вм'ятинами («Іспанська квітка»)       |
| 50c     |                   |                | Золотий        | 24,25        | 2,38       | 7,80          | ''Північне золото''                                            | Рифлений                                                |
| €1      |                   |                | Сріблястий     | 23,25        | 2,33       | 7,50          | Всередині: мідно-нікелевий сплав Зовні: сплав нікелю та латуні | Шість сегментів, що чергуються, три гладкі, три рифлені |
| €2      |                   |                | Золотий        | 25,75        | 2,20       | 8,50          | Всередині: сплав нікелю та латуні Зовні: мідно-нікелевий сплав | Рифлений з літерами                                     |

## Банкноти
На відміну від монет, всі банкноти євро мають спільний дизайн для кожного номіналу на обидвох сторонах. Випускаються банкноти вартістю в 5, 10, 20, 50, 100, 200 і 500 євро. Такі банкноти, як 200 і 500 євро, не випускаються в деяких країнах. З кінця 2018 року заплановано припинити випуск банкноти номіналом 500 євро, однак існуючі в обігу банкноти залишаться дійсними назавжди.
У 1997—1998 роках був проведений конкурс в декілька турів на найкращий дизайн банкнот євро, переможцем якого став Роберт Каліна, головний дизайнер Центрального банку Австрії. У дизайні банкнот були запропоновані схематичні зображення видатних пам'ятників Європи різних архітектурних епох. Хоча Роберт Каліна розробив оригінальні малюнки реально існуючих будівель, з політичних причин було вирішено розмістити схематичні приклади відповідних архітектурних епох. Вікна і двері, зображені на лицьовій стороні, символізують дух відкритості і кооперації усередині Європейського Співтовариства. На зворотному боці кожної з банкнот разом з картою Європи зображений міст як метафора спілкування людей в ЄС і за його межами. Всі банкноти мають особливий захист від підробок.
| Зображення | Зображення | Номінал  | Розмір в мм | Основний колір | Основний колір | Дизайн              | Дизайн     |
| Аверс      | Реверс     | Номінал  | Розмір в мм | Основний колір | Основний колір | Стиль               | Століття   |
| ---------- | ---------- | -------- | ----------- | -------------- | -------------- | ------------------- | ---------- |
|            |            | 5 євро   | 120 × 62    |                | Сірий          | Античність          | до V       |
|            |            | 10 євро  | 127 × 67    |                | Каштановий     | Романський стиль    | XI-XII     |
|            |            | 20 євро  | 133 × 72    |                | Блакитний      | Готика              | XIII-XIV   |
|            |            | 50 євро  | 140 × 77    |                | Помаранчевий   | Ренесанс            | XV-XVI     |
|            |            | 100 євро | 147 × 82    |                | Зелений        | Бароко та рококо    | XVII-XVIII |
|            |            | 200 євро | 153 × 82    |                | Жовтий         | Модерн              | XIX-XX     |
|            |            | 500 євро | 160 × 82    |                | Фіолетовий     | Сучасна архітектура | XX-XXI     |

Починаючи з 2013 року Європейський центральний банк (ЄЦБ) ввів в обіг нову серію банкнот євро під назвою «Європа». Нові банкноти містять низку нових ступенів захисту від підробок. Зокрема, на банкнотах з'явився додатковий водяний знак і нова голограма у вигляді портрету Європи, персонажа з давньогрецької міфології. У дизайні були дещо змінені схематичні зображення архітектурних споруд а також розширені межі карти Європи на звороті: якщо у першій серії східні межі Європи закінчувалися приблизно в центрі України то у другій вони покривають усю її територію. Крім того на банкнотах нової серії латинський напис «Euro» дублюється не лише грецькою абеткою але і кирилицею. Це було зроблене з огляду на вступ Болгарії до ЄС.
Першою в обіг була введена банкнота номіналом 5 євро — 2 травня 2013 року, 23 вересня 2014 року були введені нові 10 євро, 25 листопада 2015 року — 20 євро, 4 квітня 2017 року — 50 євро. 17 вересня 2018 року були представленні банкноти в 100 та 200 євро, їх випуск в обіг відбувся 28 травня 2019 року. У другій серії ЄЦБ вирішив припинити друк банкнот номіналом 500 євро через її часте використання у злочинних цілях. Банкноти першої серії перебуватимуть в обігу, поки їх не буде повністю вилучено.
| Зображення | Зображення | Номінал  | Розмір в мм | Основний колір | Основний колір | Дизайн           | Дизайн     | Введення в обіг   | Введення в обіг |
| Аверс      | Реверс     | Номінал  | Розмір в мм | Основний колір | Основний колір | Стиль            | Століття   | Введення в обіг   | Введення в обіг |
| ---------- | ---------- | -------- | ----------- | -------------- | -------------- | ---------------- | ---------- | ----------------- | --------------- |
|            |            | 5 євро   | 120 × 62    |                | Сірий          | Античність       | до V       | 2 травня 2013     |                 |
|            |            | 10 євро  | 127 × 67    |                | Каштановий     | Романський стиль | XI-XII     | 23 вересня 2014   |                 |
|            |            | 20 євро  | 133 × 72    |                | Блакитний      | Готика           | XIII-XIV   | 25 листопада 2015 |                 |
|            |            | 50 євро  | 140 × 77    |                | Помаранчевий   | Ренесанс         | XV-XVI     | 4 квітня 2017     |                 |
|            |            | 100 євро | 147 × 77    |                | Зелений        | Бароко та рококо | XVII-XVIII | 28 травня 2019    |                 |
|            | -          | 200 євро | 153 × 77    |                | Жовтий         | Модерн           | XIX-XX     | 28 травня 2019    |                 |

## Євро як світова резервна валюта
Євро займає друге місце у світі за обсягами торгівлі і часткою в світових національних золотовалютних запасів після долара США. На нього припадає близько п'ятої частини валютних резервів. Це пояснюється величиною економіки єврозони яка на сьогодні є другою у світі. Після введення євро в 1999 році ця валюта успадкувала частку в розрахунках і резервах від німецької марки, французького франка та інших європейських валют, які використовувалися для розрахунків і накопичень. Відтоді частка євро постійно збільшувалася, оскільки центральні банки прагнуть диверсифікувати свої резерви. Ця тенденція однак ослабла після Глобальної фінансової кризи 2008 року, оскільки американський долар вважався стабільнішою валютою-сховищем. А протягом послідованої після цього Європейської боргової кризи (2014—2015), відбувалося певне скорочення частки накопичень в євро, в тому числі через зниження обмінного курсу єдиної європейської валюти.
Євро розглядається як основна противага та конкурент світовому лідерству американського долара. Для цього існують такі важливі чинники як розмір економіки (за розміром номінального ВВП, єврозона та Європейський Союз загалом володіють однією з трьох найбільших економік у світі, разом з США та КНР), важливість економіки у міжнародній торгівлі (єврозона та ЄС є одними з найбільших експортерів та імпортерів товарів і послуг у світі), розмір, розвиненість та відкритість фінансових ринків і конвертованість валюти. Недоліком євро часто називали менш уніфіковану економічну політику в межах валютного союзу у порівняні з, наприклад, США. Це проявилося під час Європейської боргової кризи коли більше постраждали, переважно, південноєвропейські країни — через відмінну політику щодо державного боргу. Для недопущення подібної кризи у майбутньому були прийняті деякі кроки, як наприклад створення «Європейського стабілізаційного механізму» — фонду розміром 500 млрд євро для стримування коливань на ринку облігацій.
|                        | 2024 | 2023    | 2022    | 2021    | 2020    | 2019    | 2018    | 2017    | 2016    | 2015    | 2014    | 2013    | 2012    | 2011    | 2010    | 2009    | 2008    | 2007    | 2006    | 2005    | 2004    | 2003    | 2002    | 2001    | 2000    | 1999    | 1998    | 1997    | 1996    | 1995    | 1984   | 1983   | 1982   | 1980   | 1976   | 1972   | 1970   |
| Долар США              | 57,80 % | 58,42 % | 58,52 % | 58,80 % | 58,92 % | 60,75 % | 61,76 % | 62,73 % | 65,36 % | 65,75 % | 65,17 % | 61,28 % | 61,50 % | 62,69 % | 62,24 % | 62,15 % | 63,77 % | 63,87 % | 65,04 % | 66,51 % | 65,51 % | 65,45 % | 66,50 % | 71,51 % | 71,13 % | 71,01 % | 69,28 % | 65,10 % | 61,98 % | 58,96 % | 65,8 % | 68,5 % | 68,4 % | 67,2 % | 76,6 % | 78,6 % | 77,2 % |
| Євро                   | 19,83 % | 19,95 % | 20,37 % | 20,59 % | 21,29 % | 20,59 % | 20,67 % | 20,17 % | 19,14 % | 19,15 % | 21,21 % | 24,21 % | 24,07 % | 24,44 % | 25,76 % | 27,70 % | 26,21 % | 26,13 % | 24,99 % | 23,89 % | 24,68 % | 25,03 % | 23,65 % | 19,18 % | 18,29 % | 17,90 % |         |         |         |         |        |        |        |        |        |        |        |
| Німецька марка         | |         |         |         |         |         |         |         |         |         |         |         |         |         |         |         |         |         |         |         |         |         |         |         |         |         | 13,79 % | 14,48 % | 14,67 % | 15,75 % | 12,1 % | 11,2 % | 12,4 % | 14,8 % | 8,8 %  | 4,6 %  | 1,9 %  |
| Японська єна           | 5,82 % | 5,69 %  | 5,54 %  | 5,52 %  | 6,03 %  | 5,87 %  | 5,19 %  | 4,90 %  | 3,95 %  | 3,75 %  | 3,55 %  | 3,82 %  | 4,09 %  | 3,61 %  | 3,66 %  | 2,90 %  | 3,47 %  | 3,18 %  | 3,46 %  | 3,96 %  | 4,28 %  | 4,42 %  | 4,94 %  | 5,04 %  | 6,06 %  | 6,37 %  | 6,24 %  | 5,77 %  | 6,71 %  | 6,77 %  | 5,4 %  | 4,7 %  | 4,6 %  | 4,3 %  | 2,1 %  | 0,1 %  |        |
| Британський фунт       | 4,73 % | 4,86 %  | 4,90 %  | 4,81 %  | 4,73 %  | 4,64 %  | 4,43 %  | 4,54 %  | 4,35 %  | 4,72 %  | 3,70 %  | 3,99 %  | 4,04 %  | 3,84 %  | 3,94 %  | 4,25 %  | 4,22 %  | 4,82 %  | 4,52 %  | 3,75 %  | 3,49 %  | 2,86 %  | 2,92 %  | 2,70 %  | 2,75 %  | 2,89 %  | 2,66 %  | 2,58 %  | 2,68 %  | 2,11 %  | 2,8 %  | 2,6 %  | 2,4 %  | 2,9 %  | 1,9 %  | 7,1 %  | 10,4 % |
| Канадський долар       | 2,77 % | 2,59 %  | 2,39 %  | 2,38 %  | 2,08 %  | 1,86 %  | 1,84 %  | 2,03 %  | 1,94 %  | 1,78 %  | 1,75 %  | 1,83 %  | 1,43 %  |         |         |         |         |         |         |         |         |         |         |         |         |         |         |         |         |         |        |        |        |        |        |        |        |
| Китайський юань        | 2,18 % | 2,29 %  | 2,61 %  | 2,80 %  | 2,29 %  | 1,94 %  | 1,89 %  | 1,23 %  | 1,08 %  |         |         |         |         |         |         |         |         |         |         |         |         |         |         |         |         |         |         |         |         |         |        |        |        |        |        |        |        |
| Австралійський долар   | 2,06 % | 2,14 %  | 1,97 %  | 1,84 %  | 1,83 %  | 1,70 %  | 1,63 %  | 1,80 %  | 1,69 %  | 1,77 %  | 1,60 %  | 1,82 %  | 1,46 %  |         |         |         |         |         |         |         |         |         |         |         |         |         |         |         |         |         |        |        |        |        |        |        |        |
| Французький франк      | |         |         |         |         |         |         |         |         |         |         |         |         |         |         |         |         |         |         |         |         |         |         |         |         |         | 1,62 %  | 1,44 %  | 1,85 %  | 2,35 %  | 1,0 %  | 1,1 %  | 1,3 %  | 1,7 %  | 1,6 %  | 0,9 %  | 1,1 %  |
| Швейцарський франк     | 0,17 % | 0,19 %  | 0,23 %  | 0,17 %  | 0,17 %  | 0,15 %  | 0,14 %  | 0,18 %  | 0,16 %  | 0,27 %  | 0,24 %  | 0,27 %  | 0,21 %  | 0,08 %  | 0,13 %  | 0,12 %  | 0,14 %  | 0,16 %  | 0,17 %  | 0,15 %  | 0,17 %  | 0,23 %  | 0,41 %  | 0,25 %  | 0,27 %  | 0,23 %  | 0,33 %  | 0,35 %  | 0,30 %  | 0,33 %  | 2,0 %  | 2,3 %  | 2,7 %  | 3,2 %  | 2,2 %  | 1,0 %  | 0,7 %  |
| Нідерландський гульден | |         |         |         |         |         |         |         |         |         |         |         |         |         |         |         |         |         |         |         |         |         |         |         |         |         | 0,27 %  | 0,35 %  | 0,24 %  | 0,32 %  |        |        |        |        |        |        |        |
| Інші                   | 4,64 % | 3,87 %  | 3,48 %  | 3,09 %  | 2,65 %  | 2,51 %  | 2,45 %  | 2,43 %  | 2,33 %  | 2,82 %  | 2,78 %  | 2,78 %  | 3,20 %  | 5,33 %  | 4,27 %  | 2,88 %  | 2,20 %  | 1,83 %  | 1,81 %  | 1,74 %  | 1,87 %  | 2,01 %  | 1,58 %  | 1,31 %  | 1,49 %  | 1,60 %  | 4,50 %  | 3,86 %  | 4,48 %  | 4,87 %  | 10,9 % | 9,6 %  | 8,2 %  | 5,9 %  | 6,8 %  | 7,7 %  | 8,7 %  |
|                        | Джерела: World Currency Composition of Official Foreign Exchange Reserves Міжнародний валютний фонд (1995-2024), The evolution of reserve currency diversification, December 1986 Банк міжнародних розрахунків (1970-1984) |         |         |         |         |         |         |         |         |         |         |         |         |         |         |         |         |         |         |         |         |         |         |         |         |         |         |         |         |         |        |        |        |        |        |        |        |

## Валютний курс

Графік валютного курсу євро відносно долара США з 1999 року (кількість доларів за 1 євро)

Європейський центральний банк, як правило, не втручається у формування курсу обміну євро до інших валют, обравши натомість за інструмент монетарної політики рівень процентних ставок. Після введення євро, його курс по відношенню до інших валют значно впав, особливо по відношенню до долара США. Після початкового курсу 1,1789 $/€ (0,8482 €/$), євро впало до мінімуму 0,8228 $/€ (1,2154 €/$) 26 жовтня 2000 року. Після появи банкнот і монет 1 січня 2002 року і заміну всіх національних валют, євро почало поступово зміцнюватись і досягло паритету (1:1) з доларом США 15 липня 2002 року.
23 травня 2003 року євро перевищило свій первинний (1,1790 $/€) максимум. В грудні 2004 року він становив 1,3633 $/€ (0,7335 €/$). 2005 року євро тимчасово ослабилось по відношенню до долара, проте, у листопаді 2005, знову почало поступово рости, встановлюючи чергові рекордно високі рівні. 15 липня 2008 року, євро виросло до рекордно високого рівня 1,5990 $/€ (0,6254 €/$). 23 липня 2008 найвищим за всю історію євро був курс відносно японської єни (169,75 ¥/€) а 29 грудня цього ж року відносно британського фунта (0,9785 £/€ або 1,0219 €/£). Опісля, внаслідок світової фінансової кризи, почалося деяке зниження, коли євро поступалося стабільнішим світовим валютам якими вважаються долар США та єна. З початку 2010-х рр. додатковий тиск на євро чинили проблеми зі сплатою державного боргу деяких південноєвропейських країнах (див. Європейська боргова криза). З середини 2014 року падіння євро посилилося через загрозу дефолту і виходу з єврозони Греції. 15 січня 2015 року, внаслідок захисних дій Національного банку Швейцарії, відбулося різке знецінення євро відносно швейцарського франка (до 0,9816 ₣/€ або 1,0187 €/₣).
Падіння євро по відношенню до долара США припинилося 20 грудня 2016 на рівні 1,0364 $/€ (0,9649 €/$) — мінімуму з грудня 2002. З цього часу курс єдиної європейської валюти дещо зріс на тлі стабілізації фінансової ситуації у єврозоні. 15 лютого 2018 він досяг рівня 1,2493 $/€ (0,8004 €/$) — максимуму з грудня 2014. Опісля євро знову почав плавно знижуватися, це тривало майже усі 2018 та 2019 роки. Протягом 2020—2022 років, під час економічних потрясінь викликаних пандемією коронавірусної хвороби та російським вторгненням в Україну, євро демонстував як зростання так і падіння відносно американського долара. 12 липня 2022, євро вперше за 20 років досягнув паритету з доларом США. 28 вересня 2022 він опустився до 0,9565 $/€ (1,0455 €/$), опісля дещо відновився. В липні 2022, євро оновив мінімум відносно швейцарського франка, а в травні 2024 максимум відносно японської єни через зміцнення і послаблення швейцарської та японської валют відповідно.

## Політичні міркування
Окрім економічних мотивів запровадження євро, його створення також було частково виправдано як спосіб сприяння тіснішому почуттю спільної ідентичності між європейськими громадянами. Заяви про цю мету зробили, наприклад, Вім Даусенберґ, керуючий Європейським центральним банком, у 1998 році, Лоран Фабіус, міністр фінансів Франції, у 2000 році та Романо Проді, президент Європейської комісії, у 2002 році. Однак через 15 років після впровадження євро, дослідження не виявило жодних доказів того, що це мало позитивний вплив на спільне відчуття європейської ідентичності (і жодних доказів того, що це мало негативний вплив).

## Перехід до цифрового євро
24 квітня 2023 року, Європейський центральний банк (ЄЦБ) оприлюднив новий звіт про розробку цифрового євро, а також поділився результатами фокус-групи від людей, які можуть стати першими користувачами CBDC.
15 червня 2023 року, парламент Словаччини схвалив поправки до Конституції своєї країни. Серед іншого, в ній було закріплено право на оплату товарів і послуг фіатом. Ініціатива є нічим іншим, як спробою протистояти популяризації цифрового євро.
Центральний банк Фінляндії (BOF) координує створення і запуск системи миттєвий платежів, що відповідає європейським стандартам та сприяє розвитку нових форм платежів — зокрема і з використанням цифрового євро. 19 жовтня 2023 року член правління BOF Туомас Вялімякі назвав цей актив найактуальнішим проєктом у європейському платіжному секторі.
19 жовтня 2023 року, Центральний банк Іспанії також приєднався до низки інших банківських установ Європи, які готуються до переходу до цифрового євро. Він підтримав ініціативу і назвав електронні платежі важливою частиною європейської фінансової системи, повноцінний запуск якої відбудеться через 3-4 роки.

## Цікавий факт
- Дизайнер євробанкнот Роберт Каліна, чий варіант був обраний переможцем серед 29 претендентів, спочатку розробив зображення реально існуючих будівель та мостів, однак для недопущення перебільшення значення однієї країни над іншими було вирішено зобразити неіснуючі об'єкти стилів відповідних епох. Втім пізніше мости з усіх банкнот таки були втіленні в реальність. 2013 року їх точні копії були відкриті через річку в містечку Спейкеніссе (Spijkenisse) поблизу Роттердама[63][64].